# هالزی
اشلی نیکولت فرانجیپانی (انگلیسی: Ashley Nicolette Frangipane؛ زادهٔ ۲۹ سپتامبر ۱۹۹۴) که با نام هالْزی (Halsey) شناخته می‌شود، خواننده و ترانه‌نویس آمریکایی است. او با منتشر کردن موسیقی در شبکه‌های مجازی توجه‌ها را به خودش جلب کرد. در ۲۰۱۴ او اولین قرارداد موسیقی خود را با آسترالورکس بست و پس از آن در همان سال اولین آلبوم چندآهنگه خود را به نام اتاق ۹۳ منتشر کرد.
هالزی برای صدای خوانندگی متمایزش برجسته شده‌است. جوایز او شامل چهار جایزه موسیقی بیلبورد، یک جایزه موسیقی آمریکا، یک جایزه موزیک ویدئوی ام‌تی‌وی و سه نامزدی جایزهٔ گرمی می‌شود.

## اوایل زندگی
اشلی نیکولت فرانجیپانی در ۲۹ سپتامبر ۱۹۹۴ در ادیسون، نیوجرسی به‌دنیا آمد. والدینش پس از اینکه مادرش متوجه شد که او را باردار است، دانشگاه را رها کردند. مادر هالزی به‌عنوان تکنسین فوریت‌های پزشکی مشغول به کار است و پدرش نمایندگی خودرو را مدیریت می‌کند. مادر او تبار ایتالیایی و مجارستانی دارد، در حالی که پدرش اکثراً آفریقایی آمریکایی با کمی نژاد ایرلندی است. هالزی دو برادر کوچکتر به نام‌های سویان و دنته دارد. او ویولن، ویولا و ویولنسل می‌نواخت تا اینکه در ۱۴ سالگی به سراغ گیتار رفت. او در نوجوانی آثار آلانیس موریست، جاستین بیبر و برند نیو را گوش می‌داد. در دوران کودکی هالزی، خانواده‌اش اغلب نقل مکان می‌کردند، زیرا والدینش مشاغل زیادی داشتند. او در زمانی که به نوجوانی رسید، در شش مدرسه تحصیل کرده بود. همچنین وی به‌عنوان پیروی کاتولیک رشد کرد.
هالزی در مدرسه مورد زورگویی و آزار قرار گرفت و در ۱۷ سالگی اقدام به خودکشی کرد که به‌دلیل انجام این عمل حدود سه هفته در بیمارستان بستری شد. به دنبال این موضوع، او به اختلال دوقطبی مبتلا شد که مادرش نیز به این اختلال تشخیص داده شد. او بلافاصله مصرف مواد مخدر را آغاز کرد و گفت اختلال دوقطبی باعث شد که «کودک غیرمعمولی» شود. هنگامی که ۱۷ ساله بود، با مردی ۲۴ ساله که در خیابان هالزی در بروکلین زندگی می‌کرد، وارد رابطه عاشقانه شد. نام هنری او برگرفته از نام این خیابان است. او گفت که نوشتن موسیقی را در این خیابان آغاز کرد. در سال ۲۰۱۲، او از دبیرستان منطقه‌ای وارن هیلز در واشینگتن، نیوجرسی فارغ‌التحصیل شد.
هالزی پس از فارغ‌التحصیلی در مدرسه طراحی رود آیلند ثبت نام کرد اما به‌دلیل گرفتاری مالی کناره‌گیری کرد و در عوض به کالج منطقه‌ای رفت. او سرانجام از کالج منطقه‌ای ترک تحصیل کرد و توسط والدینش از خانه اخراج شد. هالزی گفت آن‌ها «با خیلی از چیزها در مورد [او] سازش ندارند». بلافاصله پس از آن، او به منهتن جنوبی رفت و در زیرزمین با گروهی از مصرف‌کنندگان مواد مخدر که از طریق دوست پسر آن زمانش می‌شناخت، زندگی می‌کرد. هنگامی که آن‌جا را ترک کرد، گهگاه در یکی از پناهگاه‌های بی‌خانمان‌های نیویورک زندگی می‌کرد و تن‌فروشی را روشی برای پول درآوردن می‌دانست. هنگام توصیف این دوره از زندگی، می گوید «به یاد دارم یک بار ۹ دلار در حساب بانکی خود داشتم و یک بستهٔ چهارتایی رد بول خریدم و از آن برای شب بیدار ماندن طی دو یا سه روز استفاده کردم، زیرا نخوابیدن بهتر بود تا خوابیدن در جایی تصادفی که احتمال مورد تجاوز یا ربوده شدن وجود داشت.» او در این مدت گهگاه پیش مادربزرگ مادری‌اش می‌ماند.
اما هالزی گفت زندگی او پس از آشنایی با جرمی وورنیک، مدیر اجرایی گروه موسیقی کپیتال، که اکنون معاون اجرایی A&R است، تغییر کرد.

## حرفه

### ۲۰۱۶–۲۰۱۲:اوایل شروع و اتاق ۹۳
فرانجیپانی از ۱۷ سالگی شروع به نوشتن موسیقی کرد و در سال ۲۰۱۲، ویدئوهایی‌را در سایت‌های اجتماعی مانند یوتیوب و کیک، و به‌ویژه تامبلر، با نام کاربری se7enteenblack منتشر نمود. وی به‌دلیل پارودی آهنگ «می‌دونستم شر میشی» از تیلور سوئیفت شناخته شد که از رابطهٔ سوئیفت با هری استایلز الهام گرفته بود. وی سپس آهنگ دنباله‌داری دربارهٔ رابطه‌شان نوشت که اوایل سال ۲۰۱۳ به‌صورت آنلاین منتشر شد. در اوایل سال ۲۰۱۴، فرانجیپانی به مهمانی‌ای رفت و با یک «مرد موسیقی» آشنا شد که از صدای او خوشش آمد و از او خواست تا در ساخت یک ترانه با او همکاری کند. نتیجه، آهنگی تحت عنوان «روح» درمورد دوست‌پسر سابق فرانجیپانی بود که چند هفته بعد از ضبط آن توسط خودش در ساندکلود منتشر گردید. در عرض چند ساعت، این ترانه محبوبیت زیادی در اینترنت کسب نمود و به‌دنبال آن چندین ناشر موسیقی با او تماس گرفتند. این آهنگ در نهایت به چارت‌ها رسید و به رادیو پخش شد. وی با آسترال‌ورکز قرارداد بست چون احساس می‌کرد این ناشر آزادی بیشتری در زمینهٔ خلاقیت نسبت به سایر ناشرانی که با او تماس گرفته بودند به او می‌دهد.
پس از آن، فرانجیپانی در شهرهای مختلف چندین کنسرت آکوستیک برگزار کرد و از نام‌های هنری متعددی استفاده کرد. او هالزی‌را به عنوان نام هنری دائمی خود انتخاب کرد زیرا این نام یک آنالوگرام از نام اول او می‌باشد و همچنین اشاره‌ای به ایستگاه خیابان هالزی در متروی نیویورک سیتی در بروکلین دارد، جایی‌که او در دوران نوجوانی زمان زیادی را در آنجا گذرانده بود. او همچنین گفته بود که هالزی محبوب‌ترین نامی بود که استفاده کرده است. پس از سال‌ها نوشتن شعر، هالزی شروع به نوشتن آهنگ‌های جدی‌تر کرد تا آن‌ها را ترویج کند. موسیقی پس از تمام سختی‌هایی که در زندگی تجربه کرده بود، به رویکردی «اعترافی» برای او تبدیل شد و به عنوان نوعی درمان برایش عمل می‌کرد. هالزی در اوت سال ۲۰۱۴ شروع به تور زدن با گروهٔ ده کوکس کرد و آهنگ‌های اصلی مختلفی را اجرا نمود. وی اولین ئی‌پی خود با عنوان اتاق ۹۳ را در ۲۷ اکتبر ۲۰۱۴ منتشر کرد. این ئی‌پی در بخش‌های پایین‌تر چارت بیلبورد ۲۰۰ آمریکا قرار گرفت و در جایگاه سوم چارت تاپ هیت‌سیکرز قرار گرفت.

### ۲۰۱۶–۲۰۱۵:سرزمین بد

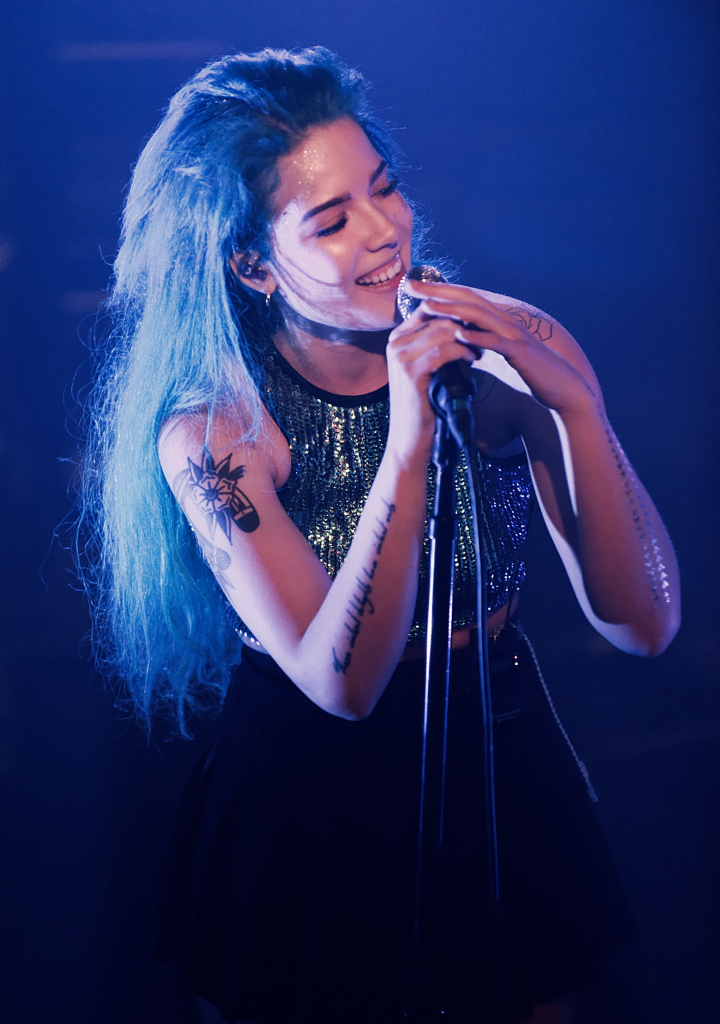
هالزی در حال اجرا در لس آنجلس در ۲۰۱۵

هالزی سپس کار بر روی اولین آلبوم استودیویی خود را آغاز کرد و در سال ۲۰۱۵ به‌عنوان بیشترین یاد شده از اجراکنندگان فستیوال جنوب از جنوب غربی در توییتر انتخاب شد. وی در مارس همان سال همراه با گروه یانگ رایزینگ سانز توری را رهبری کرد. و ایمجین دراگنز را در تور اسموک + میررز (۲۰۱۵) در آمریکای شمالی بین ژوئن و اوت سال ۲۰۱۵ حمایت کرد.
نخستین آلبوم استودیویی‌اش، سرزمین بد در ۲۸ اوت ۲۰۱۵ منتشر شد. وی این آلبوم‌را یک آلبوم مفهومی توصیف کرد که دربارهٔ جامعه‌ای پادآرمان‌شهری به‌نام «سرزمین بد» می‌پردازد، نام آلبوم استعاره‌ای از وضعیت روحی خودش در آن دوران می‌باشد و هر ترانه برای او معنای متفاوتی دارد. وی تمامی ترانه‌های آلبوم‌را زمانی که ۱۹ ساله بود نوشته بود، و آلبوم تعدادی تهیه‌کننده نیز داشت، از جمله دوست‌پسر آن زمانش، تهیه‌کنندهٔ نروژی لیدو. آلبوم توسط هالزی به‌عنوان آلبومی توصیف شد که «هیچ موفقیت رادیویی درستی» ندارد. این آلبوم نقدهای مثبتی از منتقدان موسیقی دریافت نمود و جو لوی از رولینگ استون هالزی‌را به‌عنوان «ستارهٔ پاپ جدید تامبلر با استعداد ویژه‌ای در خلق تصاویر به‌یادماندنی» معرفی کرد. سرزمین بد در جدول آلبوم‌های بیلبورد ۲۰۰ آمریکا با رتبهٔ دوم کار خود را آغاز کرد و در هفتهٔ نخست ۱۱۵,۰۰۰ نسخه فروخت که ۹۷,۰۰۰ نسخه از آن فروش خالص آلبوم بود. این اثر در چندین کشور دیگر مانند استرالیا، کانادا و نیوزیلند نیز موفقیت چشمگیری کسب کرد و در میان سه آلبوم برتر جدول فروش قرار گرفت. این آلبوم با تور تور سرزمین بد هالزی (۲۰۱۵–۱۶) و حضور وی به‌عنوان اجرای دست گرمی در برخی از اجراهای تور سقوط جنون د ویکند (۲۰۱۵)

هالزی در قطعهٔ «این حس» در چهارمین آلبوم استودیویی جاستین بیبر، هدف (۲۰۱۵) حضور داشت. این ترانه به‌طور رسمی به‌عنوان تک‌آهنگ منتشر نشد اما به جمع چهل آهنگ برتر بیلبورد هات ۱۰۰ راه یافت و در آمریکا گواهی طلایی و در بریتانیا نقره‌ای دریافت کرد. در فوریه سال ۲۰۱۶، هالزی یکی از چهار هنرمند زنی بود که با برند مک کازمتیکز در مجموعهٔ رو به آینده همکاری کرد و رژلبی با نام خود روانه بازار کرد. گاگر، معاون ارشد و مدیر نوآور این برند، اظهار داشت: «حمایت از هنرمندانی که در حال پیشرفت می‌باشند اما هنوز به اوج نرسیده‌اند، اتفاق ارزشمندی است.» در مهٔ سال ۲۰۱۶ او تک‌آهنگ «توکیو ناریتا (فری‌استایل)» را که توسط لیدو تهیه‌شده بود، منتشر نمود. این قطعه به‌عنوان اثری مستقل و تبلیغاتی برای هر دو هنرمند منتشر شد. در ژوئیهٔ سال ۲۰۱۶ هالزی به‌همراه ۲۶ هنرمند دیگر در تک‌آهنگ خیریه دست‌ها مشارکت داشت که به یاد قربانیان تیراندازی باشگاه شبانه اورلندو ۲۰۱۶ ساخته شد.
در ۲۹ ژوئیهٔ ۲۰۱۶ هالزی به‌عنوان خوانندهٔ مهمان در تک‌آهنگ نزدیک‌تر از گروه د چینسموکرز حضور داشت، ترانه‌ای که خودش نیز در نوشتن آن مشارکت داشت. این قطعه موفقیت تجاری عظیمی کسب کرد: برای ۱۲ هفته متوالی در صدر جدول بیلبورد هات ۱۰۰ قرار گرفت، در ۱۲ کشور دیگر نیز صدرنشین شد و بیش از ۱۵ میلیون نسخه در سراسر جهان فروخت و یکی از پرشنیده‌ترین آهنگ‌ها در اسپاتیفای است. لیریک ویدئو رسمی «نزدیک‌تر» در همان تاریخ در یوتیوب منتشر گردید و تاکنون بیش از دو میلیارد بازدید داشته‌است. مجله بیلبورد تک‌مصرعی هالزی‌را به‌عنوان یکی از نقاط قوت آهنگ برجسته کرد و این قطعه باعث شد که وینامزدی جایزه گرمی در بخش بهترین اجرای دو نفره/گروهی پاپ‌را دریافت کند.

### ۲۰۱۷–۲۰۱۸:پادشاهی چشمه ناامید
هالزی پیش از انتشار سرزمین بد از آغاز کار روی دومین آلبوم استودیویی‌اش خبر داد و روند تولید آن در طول سال‌های ۲۰۱۶ و ۲۰۱۷ ادامه یافت. در ژانویهٔ سال ۲۰۱۷ او تک‌آهنگ «دیگر نمی‌ترسم» را منتشر نمود که در موسیقی متن فیلم پنجاه طیف تاریک‌تر (۲۰۱۷) قرار گرفت. در ۴ آوریل، «یا الان یا هیچ‌وقت» به‌عنوان تک‌آهنگ اصلی دومین آلبوم استودیویی او منتشر شد. این آهنگ در رتبه ۵۲ بیلبورد هات ۱۰۰ آمریکا کار خود را آغاز کرد و بعداً به جایگاه ۱۷ رسید. همچنین از سوی آرآی‌ای‌ای گواهی دابل پلاتینیوم دریافت کرد. «یا الان یا هیچ‌وقت» در استرالیا و مالزی نیز جزو ۲۰ آهنگ برتر قرار گرفت و ۵۰۰ هزار نسخه خارج از آمریکا فروخت. پیش از انتشار آلبوم، دو تک‌آهنگ تبلیغاتی دیگر با نام‌های «چشمان بسته» و «غریبه‌ها» نیز منتشر شد.
آلبوم پادشاهی چشمه ناامید سرانجام در ۲ ژوئن منتشر شد. این اثر در مقایسه با آثار قبلی‌اش شامل آهنگ‌هایی بود که بیشتر با سلیقه مخاطبان عام و پخش رادیویی همخوانی داشت. هالزی این تغییر را به تمایل خود برای اثبات اینکه به‌خوبی توانایی ساخت موسیقی مناسب پخش در رادیو را دارد، نسبت داد. مشابهٔ آلبوم نخستش، پادشاهی چشمه ناامید نیز آلبومی مفهومی است که داستان آن حول محور دو عاشق در روایتی الهام‌گرفته از رومئو و ژولیت شکل می‌گیرد. هالزی این پروژه‌را تحت تأثیر جدایی‌اش از لیدو خلق کرد. این آلبوم همچنین به دوجنس‌گرایی هالزی و روایت داستان‌هایی درباره شخصیت‌های دوجنس‌گرا می‌پردازد. آلبوم پادشاهی چشمه ناامید در صدر جدول بیلبورد ۲۰۰ و جدول آلبوم‌های کانادایی قرار گرفت. فروش هفتهٔ اول در آمریکا ۱۰۶,۰۰۰ نسخه بود که ۷۶,۰۰۰ نسخه آن فروش خالص آلبوم بود. مشابه نخستین آلبومش پادشاهی چشمه ناامید نیز از سوی آرآی‌ای‌ای گواهی پلاتینیوم دریافت نمود. به‌دلیل صعود به جایگاهٔ شماره یک، هالزی اولین زنی شد که در سال ۲۰۱۷ موفق به کسب جایگاه اول در آلبوم‌های آمریکا شد. برای تبلیغ آلبوم هالزی تور جهانی پادشاهی چشمه ناامید را آغاز کرد که در ۲۹ سپتامبر ۲۰۱۷، هم‌زمان با بیست و سومین تولدش، شروع شد. وی همچنین در سال ۲۰۱۷ در ایمو نایت لس‌آنجلس، مجموعه‌های دی‌جی غافلگیرکننده‌ای اجرا کرد. دومین تک‌آهنگ آلبوم پادشاهی چشمه ناامید با نام «بد در عشق»، در ۲۲ اوت منتشر شد. این آهنگ در رتبه پنج بیلبورد هات ۱۰۰ آمریکا قرار گرفت که در آن زمان بالاترین جایگاه او به‌عنوان هنرمند اصلی بود. این آهنگ از سوی آرآی‌ای‌ای گواهی ۴ بار پلاتینیوم دریافت کرد و بیش از ۳۰۰,۰۰۰ نسخه در خارج از آمریکا فروخت. در در دسامبر، همکاری هالزی با نامزد آن زمانش، جی-ایزی، در قطعه «او و من» منتشر شد که بعدها به رتبه ۱۴ بیلبورد هات ۱۰۰ رسید و گواهی دابل پلاتینیوم از آرآی‌ای‌ای در آمریکا دریافت کرد. این ترانه همچنین به ده آهنگ برتر در چارت ۱۳ کشور دیگر رسید. هالزی همچنین با گروهٔ ترتی سکندز تو مارس در قطعه «عشق دیوانگی است» از آلبوم آمریکا همکاری کرد.
در ۱۳ ژانویهٔ ۲۰۱۸ هالزی به‌عنوان مهمان موسیقی در برنامه تلویزیونی پخش زنده شنبه شب حضور یافت، جایی که او آهنگ‌های «بد در عشق» و «او و من» را همراه‌با جی-ایزی اجرا کرد. در ۱۵ مارس، هالزی ترانهٔ «تنها» را منتشر کرد، همراه‌با نسخه جدیدی که شامل رپر آمریکایی بیگ شان و رپر بریتانیایی استفلون دون بود. این آهنگ به‌عنوان سومین و آخرین تک‌آهنگ از آلبوم پادشاهی چشمه ناامید منتشر شد و موزیک ویدئو آن در آوریل عرضه شد. «تنها» از سوی آرآی‌ای‌ای گواهی پلاتینیوم دریافت کرد و به رتبه یک در چارت باشگاه رقص بیلبورد رسید، هرچند این ترانه تنها به رتبه ۶۶ در بیلبورد هات ۱۰۰ رسید. هالزی همراه با خالید در تک‌آهنگ نخست بنی بلانکو به نام «سمت شرق» خواند که در ۱۲ ژوئیه منتشر شد، همراه‌با ویدئویی که به بخش‌های مختلفی از زندگی هالزی پرداخته است. این آهنگ به رتبه ۹ در بیلبورد هات ۱۰۰ رسید و در پنج کشور دیگر نیز به صدر چارت‌ها دست یافت. این قطعه در آمریکا گواهی دابل پلاتینیوم دریافت کرد و بیش از یک میلیون نسخه در خارج از کشور فروخت. در همان سال، هالزی در دو فیلم به ایفای نقش پرداخت: او صدای واندر وومن را در فیلم تایتان‌های نوجوان به سینما می‌آیند! به‌عهده داشت و در فیلم ستاره‌ای متولد شده است به کارگردانی بردلی کوپر در نقشی کوتاه به‌عنوان خودش حضور یافت. هالزی همچنین به‌عنوان مشاور برجسته در نسخهٔ آمریکایی صدا در فصل پانزدهم این برنامه نقش داشت.

### ۲۰۱۸–۲۰۲۰:منیک
بعد از انتشار آلبوم پادشاهی چشمه ناامید، هالزی به شرکت مادر آسترال‌ورکز، یعنی کپیتال رکوردز منتقل شد. تک‌آهنگ ابتدایی او در این شرکت، «بدون من»، در تاریخ ۴ اکتبر ۲۰۱۸ منتشر گردید. وی اعلام کرد که این ترانه برای او بسیار شخصی است. در ۲۹ اکتبر، موزیک ویدئو رسمی این ترانه منتشر شد که در آن یک «کسی که ظاهرش مشابه جی‌ایزی بود» حضور داشت و داستان «بدون من» در پی دومین جدایی آن‌ها دنبال می‌شد. این آهنگ به موفق‌ترین تک‌آهنگ هالزی تا به امروز تبدیل شد و اولین تک‌آهنگ شماره یک او به عنوان هنرمند اصلی در بیلبورد هات ۱۰۰ بود. این آهنگ به مدت دو هفته غیرمتوالی در صدر جدول قرار گرفت و به مدت ۲۲ هفته در پنج رتبه اول باقی ماند. همچنین در سه رتبه اول کشورهای بریتانیا، مالزی، استرالیا، کانادا، نیوزیلند و ایرلند قرار گرفت. این آهنگ در ایالات متحده ۹ بار پلاتین، در بریتانیا ۲ بار پلاتین، در استرالیا ۸ بار پلاتین و در کانادا ۹ بار پلاتین شده است. به دلیل رسیدن «بدون من» به رتبه اول در بیلبورد هات ۱۰۰، هالزی هشتمین زنی شد که توانست در دهه ۲۰۱۰ چندین بار به رتبه یک این جدول برسد.
خواننده در چند ماه اول سال ۲۰۱۹ چندین آهنگ منتشر نمود و با هنرمندان مختلف همکاری کرد، از جمله ریمیکس آهنگ «بدون من» که در تاریخ ۹ ژانویه با حضور رپر آمریکایی جوس ورلد منتشر گردید، ترانهٔ «۱۱ دقیقه» با یانگ‌بلاد (با همکاری تراویس بارکر) در ۱۴ فوریه همراه‌با ویدئو آن در ۲۲ فوریه منتشر شد، و آهنگ «پسری با عشق» با گروهٔ پسرانهٔ کره‌ای بی‌تی‌اس در ۱۲ آوریل که ویدئو آن در ۲۴ ساعت اول بیشترین بازدید را در یوتیوب داشت و ۷۴.۶ میلیون بازدید دریافت کرد. در ۱۹ آوریل، او و ۲۹ هنرمند دیگر در آهنگ «زمین» از لیل دیکی حضور داشتند که یک تک‌آهنگ خیریه در مورد آگاهی از تغییرات اقلیمی بود.
در ۹ فوریه، هالزی دوباره در برنامه پخش زنده شنبه شب حضور پیدا کرد؛ این‌بار به‌عنوان هم مجری و هم مهمان موسیقی. اجرای وی مورد تحسین قرار گرفت، به طوری که رتبه‌بندی برنامه افزایش یافت و مخاطبان جوان‌تری آن را تماشا کردند. در ماهٔ مارس، او اعلام کرد که آلبوم استودیویی سومش در سال ۲۰۱۹ منتشر خواهد شد. این آلبوم با نام منیک در نهایت در ۱۷ ژانویهٔ ۲۰۲۰ منتشر شد. در ۱۷ مهٔ ۲۰۱۹ هالزی تک‌آهنگ «کابوس» را منتشر نمود که در بیلبورد هات ۱۰۰ با رتبه پانزدهم شروع کرد و به اوج رسید. در ۱۳ سپتامبر ۲۰۱۹ تک‌آهنگ «گورستان» را منتشر کرد. در ۲۳ سپتامبر ۲۰۱۹، هالزی از تور جهانی منیک برای پشتیبانی از آلبوم سومش رونمایی کرد. اولین بخش این تور از فوریه تا مارس ۲۰۲۰ در اروپا برگزار شد. وی در ۲۹ سپتامبر ۲۰۱۹، روز تولدش، تک‌آهنگ تبلیغاتی «کلمنتاین» را منتشر کرد. در ۲۵ ژانویه ۲۰۲۰، دوباره در پخش زنده شنبه شب ظاهر شد و دو آهنگ از منیک به نام‌های «تو باید غمگین باشی» و «بالاخره // غریبه خوشگل» را اجرا نمود.
در دسامبر سال ۲۰۱۹ ، هالزی در ئی‌پی موسیقی برای گوش دادن به... از گروه برینگ می د هورایزن حضور پیدا کرد. خوانندهٔ گروه، الی سایکس، بعداً از همکاری‌های بیشتری خبر داد؛ یکی از این همکاری‌ها یک ماه بعد فاش شد و آهنگ «روی من آزمایش کن» بود که توسط الی سایکس و جردن فیش تولید شده بود. این آهنگ از موسیقی متن فیلم ابرقهرمانی پرندگان شکاری (۲۰۲۰) بود و در ۷ فوریهٔ ۲۰۲۰ منتشر گردید. یک همکاری دیگر با مارشملو به نام «مهربان باش» در ۱ مه منتشر شد، و موزیک ویدئو آن در ۲۷ ژوئن پخش شد. در ۲۵ ژوئن ۲۰۲۰، هالزی اعلام نمود که اولین کتاب شعرش با عنوان اگر می‌توانستم خودم را ترک می‌کردم برای پیش‌خرید در دسترس است. در همان سال، او همچنین اولین آلبوم زنده‌اش با نام سرزمین بد (زنده از وبستر هال) را در ۲۸ اوت منتشر کرد.

### ۲۰۲۳–۲۰۲۱:اگر نمی‌توانم عشق داشته باشم، قدرت می‌خواهم
در ۲۷ اوت ۲۰۲۱، هالزی آلبوم استودیویی چهارم خود با عنوان اگر نمی‌توانم عشق داشته باشم، قدرت می‌خواهم را بدون تبلیغات زیادی منتشر کرد. این آلبوم توسط اعضای گروه ناین اینچ نیلز، ترنت رزنر و آتیکوس راس، تولید شد و با تحسین‌های زیادی روبه‌رو شد. پیش از انتشار آلبوم، فیلمی همراه‌با همین نام در سینماهای آی‌مکس منتخب به نمایش درآمد؛ این فیلم بعدها در ۷ اکتبر ۲۰۲۱ در اچ‌بی‌او مکس منتشر گردید. آلبوم همچنین با تک‌آهنگ «من یک زن نیستم، من یک خدام» پشتیبانی شد. اگر نمی‌توانم عشق داشته باشم، قدرت می‌خواهم در رتبه دوم جدول بیلبورد ۲۰۰ قرار گرفت و در فوریه ۲۰۲۳ توسط آر‌آی‌ای‌ای به گواهی طلا رسید، اما به دلیل نبود یک تک‌آهنگ موفق، نسبت به آلبوم‌های قبلی او مدت زمان کمتری در جدول‌ها ماندگار شد.
در ژانویهٔ ۲۰۲۲، هالزی ترانه‌ای به‌نام «خیلی خوب» نوشت و تولید کرد. وقتی کپیتال تصمیم گرفت انتشار آهنگ‌را به دلیل نیاز به آزمایش «وایرال شدن» آن متوقف کند، هالزی در تاریخ ۲۲ مهٔ ۲۰۲۲ یک ویدوئو در تیک‌تاک منتشر کرد و از کپیتال رکوردز انتقاد کرد که چرا اجازه ندارند آهنگ «خیلی خوب» را بدون «کمپین تبلیغاتی یا ویدئو تیک‌تاکی برای وایرال کردن آن» منتشر کند. پنج روز قبل از آن، بدون تأیید کپیتال، هالزی بخشی از ترانهٔ‌را در یک ویدئو تیک‌تاک پخش نمود. پس از انتشار این پست، سوالاتی پیش آمد مبنی بر اینکه آیا کپیتال قصد دارد علیه او اقدام قانونی انجام دهد یا خیر. وکیل صنعت موسیقی، ارین ام. جیکوبسون، در مقاله‌ای از تایم اشاره کرد که «نادر است که یک ناشر علیه یکی از هنرمندان خود شکایت کند، به‌ویژه زمانی که قصد داشته باشد همچنان با آن هنرمند همکاری کند. علاوه بر این، استفاده از چنین بخش کوتاهی از آهنگ ممکن است به عنوان استفاده تبلیغاتی در نظر گرفته شود.» در نهایت، کپیتال رکوردز در تاریخ ۳۱ مهٔ ۲۰۲۲ تحت فشار و انتقادات از سوی هنرمندان مختلف موسیقی تسلیم شد و تاریخ انتشار آهنگ را ۹ ژوئن ۲۰۲۲ تعیین کرد. اگرچه برخی معتقد بودند که این جنجال انتشار یک ترفند بازاریابی بوده است، هالزی تأکید کرد که این موضوع جعلی نبوده است. بسیاری از رسانه‌ها به افزایش فشارها و مشکل فشارهایی که ناشران موسیقی برای وایرال شدن در تیک‌تاک بر موسیقی‌دانان وارد می‌کنند، اشاره کردند.
در ۲۴ فوریهٔ ۲۰۲۳، هالزی آهنگ «برای من بمیر» را منتشر کرد. این آهنگ نسخهٔ به‌روزرسانی و گسترش‌یافته از بخش هالزی در آهنگ «برای من بمیر»  از پست مالون می‌باشد. در ۱۵ آوریل ۲۰۲۳، مجلهٔ ورایتی اعلام نمود هالزی و کپیتال رکوردز از هم جدا شده‌اند. در ۱۴ ژوئن ۲۰۲۳، اعلام شد که هالزی با کلمبیا رکوردز قرارداد بسته است. در تاریخ ۲۱ و ۲۲ ژوئن ۲۰۲۳، هالزی دو کنسرت با ارکستر در مرکز هنرهای نمایشی نیوجرسی در نیوآرک، نیوجرسی برگزار کرد و نسخهٔ ارکسترال برخی از آثار خود را اجرا کرد. او برای اولین بار آهنگ‌های «یعبرنی» و «زنگ‌های سانتافه» از آلبوم اگر نمی‌توانم عشق داشته باشم، قدرت می‌خوام‌را به‌صورت زنده اجرا کرد. در همکاری با هارد راک زنده، او سه کنسرت ارکستری دیگر را برنامه‌ریزی کرد: ۲۴ ژوئن در هالیوود، فلوریدا؛ ۳۰ ژوئن در گری، ایندیانا؛ و ۲ ژوئیه در ویت لند، کالیفرنیا.

## کنشگری
در جریان انتخابات ریاست‌جمهوری سال ۲۰۱۶، هالزی از حامیان پرشور برنی سندرز بود و طرفدارانش را تشویق می‌کرد که به او رأی دهند. در ژوئیهٔ سال ۲۰۱۶ او به‌همراه ۲۶ هنرمند دیگر در تک‌آهنگ خیریهٔ «دست‌ها» حضور داشت، که به‌عنوان ادای احترام به قربانیان تیراندازی در کلوب شبانهٔ پالس ساخته‌شده بود. در جریان انتخابات مقدماتی حزب دموکرات سال ۲۰۲۰، هالزی بار دیگر در ۱۱ مارس ۲۰۲۰ از برنی سندرز حمایت کرد و با انتشار پست‌هایی در شبکه‌های اجتماعی و ویدئویی تبلیغاتی که با کمپین سندرز همکاری داشت، طرفدارانش را به رأی دادن به او ترغیب نمود.
به دنبال تلاش ناموفقش برای خودکشی در سن ۱۷ سالگی، هالزی در کمپین آگاهی‌بخشی دربارهٔ سلامت روان و پیشگیری از خودکشی با عنوان «به تو گوش می‌دهم» شرکت کرد. این کمپین را شبکهٔ رادیویی اینترکام برگزار کرد و به‌صورت زنده در ۱۰ سپتامبر ۲۰۱۷ پخش شد.
هالزی خود را فمینیست می‌داند. پس از راه‌پیمایی ۲۰۱۷ زنان، او توئیتی منتشر کرد که در آن وعده داد برای هر ریتوئیتی که دریافت کند، یک دلار به فرزندپروری تنظیم‌شده اهدا می‌کند. وی در نهایت ۱۰۰,۰۰۰ دلار به این سازمان اهدا کرد. هالزی در راه‌پیمایی ۲۰۱۸ زنان سخنرانی کرد که بیش از ۲۰۰,۰۰۰ معترض در آن حضور داشتند و به‌جای سخنرانی سنتی، یک شعر پنج دقیقه‌ای به نام «داستانی مانند مال من» اجرا نمود که در آن داستان‌های شخصی خود از تجاوز جنسی و خشونت در طول زندگی‌اش را به اشتراک گذاشت. داستان شخصی او شامل همراهی با بهترین دوستش به کلینیک فرزندپروری تنظیم‌شده پس از آنکه مورد تجاوز قرار گرفته بود، روایت شخصی‌اش از تعرض جنسی توسط همسایگان و دوست‌پسرانش، و همچنین زنان آسیب‌دیده از تعرض جنسی توسط پزشک تیم ملی المپیک لری نصار بود. او سخنرانی خود را با درخواست از همهٔ افراد—«سیاه‌پوست، آسیایی، فقیر، ثروتمند، ترنس، هم‌سوجنس، مسلمان، مسیحی»—که قربانی تعرض جنسی شده‌اند، برای گوش دادن به همدیگر و حمایت از یکدیگر به‌پایان رساند. آ.جی. ویلینگام از سی‌ان‌ان در عنوانی اظهار نظر کرد که «سخنرانی هالزی در راهپیمایی زنان مردم‌را در سراسر جهان تحت تأثیر قرار داد». در مارس سال ۲۰۱۸ هالزی به‌همراه شماری از چهره‌های سرشناس در راهپیمایی راه‌پیمایی برای زندگی ما در واشینگتن، دی.سی. شرکت کرد. در مهٔ سال ۲۰۱۸ وی در توئیتر از ایوانکا ترامپ انتقاد کرد و نوشت که در حالی‌که پدرش، دونالد ترامپ، که در آن زمان رئیس‌جمهور ایالات متحده بود، به کودکان مهاجر آسیب می‌زند، او بیش از حد آرام و بی‌تفاوت به نظر می‌رسد.

## زندگی شخصی
در ماه ژوئن سال ۲۰۱۷ هالزی یک عمارت در لس آنجلس کالیفرنیا خرید. در فوریه همان سال، او یک سگ را به فرزندی قبول کرد.

### روابط
هالزی به‌صورت آشکار یک دوجنس‌گراست.
از سال ۲۰۱۵ تا ۲۰۱۶ هالزی با یک تهیه‌کننده نروژی ''لیودو'' قرار می‌گذاشت که به او در تولید سرزمین بد کمک کرد و الهام بخش او در پادشاهی چشمه ناامید بود.
در سال ۲۰۱۷، هالزی شروع به قرار گذاشتن با رپر آمریکایی جی-ایزی کرد. آن‌ها در یک مهمانی در سال ۲۰۱۷ یکدیگر را ملاقات کردند و اگر چه انواع متنوعی از موسیقی را دنبال می‌کردند، ولی  زمینه مشترک برای همکاری «او و من» را پیدا کردند که در آن عشق و شیوه زندگی آن‌ها مورد بحث قرار گرفت. این زوج در ماه ژوئیه ۲۰۱۸ از یک دیگر جدا شدند ولی از سپتامبر این رابطه دوباره برقرار شد. هالزی در یک مصاحبه در سال ۲۰۱۹ با Glamour تأیید کرد که آهنگ منتشر شده در اکتبر سال ۲۰۱۸ «without me» برای طرفداری بخشی از رابطه خود بوده‌است.
او در سال ۲۰۱۹ با یانگ بلاد هنرمند بریتانیایی آشنا و سپس جدا شد. سپس در سپتامبر ۲۰۱۹ با ایوان پیترز بازیگر سری فیلم‌های مردان ایکس در اکتبر ۲۰۱۹ در رابطه بود که این رابطه نیز پس از چند ماه به جدایی ختم شد.
وی در سال ۲۰۲۰ با آلِو آیدین بازیگر، تهیه‌کننده و فیلمنامه‌نویس اهل ترکیه وارد رابطه شد و در اواخر ژانویه ۲۰۲۱ با اشتراک گذاشتن عکسی در اینستاگرام خود، بارداری خود را از آلو آیدین اعلام کرد. در ۱۹ ژوئیه، هالزی تأیید کرد که پنج روز قبل یعنی در ۱۴ ژوئیه زایمان کرده‌است.

### سلامت شخصی
هالزی دارای اختلال دوقطبی است. در سن هفده سالگی این اختلال روانی در او تشخیص داده شد، که می‌گوید مادرش هم همین را دارد. هنگامی که هالزی هفده ساله بود، تلاش کرد تا خودکشی کند، که این امر به تشخیص خود و پذیرش رفتن هفده روزه او در یک بیمارستان روان‌پزشکی منجر شد. مدت‌ها پس از اقدام به خودکشی، هالزی شروع به موفقیت در صنعت موسیقی کرد. او اظهار داشت که آواز خواندن و اجرای آن به او کمک کرده‌است تا علائمی را تجربه کند که از اختلال دوقطبی برخوردار است. علی‌رغم مبارزاتی که هالزی در نتیجه با اختلال خلق و خوی مواجه شده‌است، او گفته‌است که او دوقطبی را در آغوش می‌گیرد؛ زیرا او را «بسیار مضطرب» می‌کند.
هالزی به اندومتریوز در سال ۲۰۱۶ تشخیص داده شد و در حساب کاربری توییتر آن را به اشتراک گذاشت. او یک سقط جنین را در سال ۲۰۱۵ به خاطر اندومتریوز خود تجربه کرد و در ابتدا در سال ۲۰۱۶ اظهار داشت که این برنامه به خاطر برنامه تور نامنظم او بوده‌است. تنها چند ساعت پس از اینکه هالزی متوجه شد که او سقط جنین کرده‌است، در طی یک تور به صحنه رفت، چون نمی‌خواست با از دست دادن یک اجرا، شغلش را جریحه دار کند. هالزی در تاریخ آوریل ۲۰۱۸ مبارزه خود با اندرومتریوز را شرح می‌دهد، جایی که او نشان داد قصد دارد تا تخمدان‌های خود را منجمد کند. همچنین در سال ۲۰۱۸ هالزی مورد اندومتریوز و درد آن در Blossom Ball که توسط بنیاد اندومتریوز آمریکا برگزار می‌شود صحبت کرد. او اظهار داشت:
گاهی اوقات من نفخ می‌کنم، مریض هستم و تحت درمانم. من در بک استیج از این که ناگهان وسط اجرا خونریزی بکنم و لباسم آغشته به خون شود وحشت می‌کنم.
او به افرادی که در این رویداد حضور داشتند گفت که می‌خواهد صحبت کند زیرا رسانه‌ها اغلب او را به عنوان فردی با داشتن سلامت جسمانی کامل، با وجود مبارزه با اندومتریوز، نشان می‌دهد. در ژانویه ۲۰۱۷، هالزی تحت عمل جراحی قرار گرفت تا تلاش کند درد ناشی از اختلال را کاهش دهد.

## دیسکوگرافی
- سرزمین بد (۲۰۱۵)
- پادشاهی چشمه ناامید (۲۰۱۷)
- منیک (۲۰۲۰)
- اگر نمی‌توانم عشق داشته باشم، قدرت می‌خواهم (۲۰۲۱)
- مقلد بزرگ (۲۰۲۴)

## فیلم‌شناسی

### موزیک ویدیو
| سال  | عنوان آهنگ                      | هنرمند | نقش      |
| ---- | ------------------------------- | ------ | -------- |
| ۲۰۱۷ | "حالا یا هرگز»                  | هالزی  | کارگردان |
| ۲۰۱۷ | «بد در عشق»                     | هالزی  | کارگردان |
| ۲۰۱۸ | «متاسفم»                        | هالزی  | کارگردان |
| ۲۰۱۸ | «تنها» با بیگ شان و استفلون دون | هالزی  | کارگردان |
| ۲۰۱۸ | «غریبه ها» با لورن جرگویی       | هالزی  | کارگردان |
| ۲۰۱۹ | «گورستان»                       | هالزی  | بازیگر   |

### فیلم
| سال  | عنوان                             | نقش        | توضیحات |
| ---- | --------------------------------- | ---------- | ------- |
| ۲۰۱۸ | تایتان‌های نوجوان به سینما می‌آیند! | واندر وومن | صداپیشه |
| ۲۰۱۸ | ستاره ای متولد شده‌است             | خودش       | تک‌جلوه  |

## تورها
تنهایی
- تور سرزمین بد (۲۰۱۵–۲۰۱۶)
- تور جهانی پادشاهی چشمه ناامید (۲۰۱۷)

همراهی
- تور جوانان آمریکایی (۲۰۱۵) (به همراه یانگ رایزینگ سانز)

همکاری
- ایمجین دراگنز – تور اسموک + میررز (۲۰۱۵)
- د ویکند – تور سقوط جنون (۲۰۱۵)